# Ahmed Barusso
Ahmed Barusso(26 de diciembre de 1984, Acra, Ghana) es un futbolista ghanés que se desempeña como mediocampista en el Novara, cedido a préstamo del Genoa de Italia.

## Clubes
| Club        | País    | Año       |
| ----------- | ------- | --------- |
| Manfredonia | Italia  | 2003-2006 |
| Rimini      | Italia  | 2006-2007 |
| Roma        | Italia  | 2007-2008 |
| Galatasaray | Turquía | 2008      |
| Siena       | Italia  | 2008-2009 |
| Brescia     | Italia  | 2009-2010 |
| Torino      | Italia  | 2010      |
| Roma        | Italia  | 2010-2011 |
| Livorno     | Italia  | 2011      |
| Nocerina    | Italia  | 2012      |
| Genoa       | Italia  | 2012      |
| Novara      | Italia  | 2012-     |